# سخايندل
سخايندل Schijndel  بلدية وبلدة بمقاطعة شمال برابنت، جنوبي هولندا.

## طوبوغرافيا
خريطة طوبوغرافية هولندية لبلدية سخايندل، يونيو 2015، (تقرأ بعد ثلاث نقرات على الخريطة).

## أعلام
- مارلوس كيتيلس
- راي فلويت
- ياسبر والكنز
- جان فان هيشفايك